# 洋湖国家湿地公园
洋湖国家湿地公园坐落在中国湖南省长沙市岳麓区，是一座公立湿地公园。洋湖国家湿地公园占地面积0.53平方公里，2010年建立，2011年对外开放参观。

## 沿革
洋湖国家湿地公园的主体地区是洋湖垸，历史上曾经叫做“瓦官口”。1951年，公园土地属于洋湖乡。1958年，它属于望城县坪塘人民公社。1962年，它归属长沙县坪塘区坪塘公社。1978年，它再次属于望城县。2008年6月15日，它归属于岳麓区。2010年，洋湖湿地公园开始建造，并于2014年完工。2013年11月8日，中国国家旅游局将洋湖湿地公园列为4A级旅游景区。2019年10月，洋湖获批国家湿地公园。

## 地理位置
洋湖国家湿地公园位于靳江口和湘江西岸，岳麓区南部。

## 动植物
洋湖国家湿地公园拥有700余种植物和130余种鸟。

## 交通
长沙地铁3号线可以直达洋湖国家湿地公园。

## 图像
- 三孔桥。
- 白鹭塔。
- 风雨桥。
- 洋湖。
- 美国雕塑家卡罗尔·特纳作品《云朵双胞胎》。
- 加拿大雕塑家迈克尔·宾克利作品《城市文化》。

## 更多
- 李自健美术馆
- 谢子龙影像艺术馆